# Jemielnica
Jemielnica (dodatkowa nazwa w j. niem. Himmelwitz; śl. Imielnica lub Iymylnica) – wieś w Polsce położona w województwie opolskim, w powiecie strzeleckim, w gminie Jemielnica. Miejscowość jest siedzibą gminy Jemielnica. Od 14 listopada 2008 r. obowiązuje podwójne nazewnictwo polsko-niemieckie.

## Nazwa
Polska nazwa miejscowości pochodzi od staropolskiego słowa jemiel oznaczającego jemiołę. Jest ona pierwotną nazwą i pojawiła się ona dużo wcześniej niż niemieckojęzyczne określenie Himmelwitz. Podobny wywód przedstawił topograficzny podręcznik Górnego Śląska z 1865.
W 1475 roku w łacińskich statutach Statuta Synodalia Episcoporum Wratislaviensium miejscowość wymieniona jest w zlatynizowanej staropolskiej formie Gymilnicz. W roku 1613 śląski regionalista i historyk Mikołaj Henel z Prudnika wymienił miejscowość w swoim dziele o geografii Śląska pt. Silesiographia podając jej łacińską nazwę: Grimmelwicense monasterium.
W alfabetycznym spisie miejscowości z terenu Śląska wydanym w 1830 roku we Wrocławiu przez Johanna Georga Knie wieś występuje pod obecną, polską nazwą Jemielnica oraz nazwą zgermanizowaną – Himmelwitz. Według książki Konstantego Damrota z 1896 roku funkcjonowała jeszcze równolegle nazwa Imielnica wśród mieszkańców posługujących się etnolektem śląskim. Według badań prof. Kazimierza Nitscha z 1939 roku miejscowi Ślązacy używali nazwy Iymylnica.
W latach 1945–1947 Jemielnica nosiła urzędową nazwę Imielnica.

## Położenie
Jemielnica położona jest na Górnym Śląsku, we wschodniej części województwa opolskiego, nad rzeką Jemielnicą, przy drodze wojewódzkiej nr 426.
Autostrada A4 przebiega w odległości 15 km od miejscowości.
We wsi występuje wychodnia wapieni środkowego triasu (środkowy wapień muszlowy) bogatych w skamieniałości zielenic z rodzaju Diplopora. Wapienie te są charakterystyczne dla znacznych obszarów na Śląsku Opolskim i nazwano je „warstwami z Jemielnicy”.

## Integralne części wsi
| SIMC    | Nazwa     | Rodzaj     |
| ------- | --------- | ---------- |
| 0495705 | Borek     | część wsi  |
| 0495734 | Gajdowe   | przysiółek |
| 0495757 | Opaleniec | przysiółek |
| 0495711 | Śmiatek   | część wsi  |
| 0495728 | Zawodzie  | część wsi  |

## Historia
W XIII wieku założono klasztor cysterski, działający do sekularyzacji w 1810 roku.
W 1910 roku Jemielnica miała 1656 mieszkańców, w tym: 1589 mówiących językiem polskim, 7 językiem polskim i niemieckim oraz 60 językiem niemieckim. Głównym utrzymaniem ludności było rolnictwo. W wyborach komunalnych z 9 listopada 1919 roku w Jemielnicy oddano wszystkie 486 głosów na listę polską, co stanowiło komplet 12 mandatów. Podczas plebiscytu z 20 marca 1921 roku 1088 osób było uprawnionych do głosowania (w tym 94 emigrantów). Za Polską głosowało 788, za Niemcami – 263 osoby. Wiosną 1919 roku zaprzysiężono w Jemielnicy miejscowy oddział Polskiej Organizacji Wojskowej Górnego Śląska. Od schyłku 1919 roku istniało w Jemielnicy Towarzystwo Oświaty na Śląsku im. św. Jacka, a w czerwcu 1920 roku powstało tu 38-osobowe gniazdo Towarzystwa Gimnastycznego „Sokół” kierowane przez Jana Szklarka i Wittkę. Od 1920 roku istniał w Jemielnicy Chór „Gwiazda” zrzeszający 30 członków.
Podczas II powstania śląskiego 25 sierpnia 1920 roku wieś została zajęta przez zgrupowanie 40 powstańców pod dowództwem urodzonego w Jemielnicy Nikodema Rulika, założyciela i prezesa tutejszego gniazda TG „Sokół”. Po kilku godzinach powstańcy wycofali się pod naporem Sicherheitspolizei przybyłego ze Strzelec Opolskich.
W III powstaniu śląskim, 3 maja 1921 roku, Jemielnica została zajęta przez siły Podgrupy „Harden” i stanowiła bazę wyjściową do dalszych ataków strony polskiej na Strzelce Opolskie i Gogolin. Od 31 maja 1921 roku w Jemielnicy kwaterował sztab Podgrupy „Bogdan”. Do końca walk wieś pozostała w rękach polskich. Około 100 mieszkańców Jemielnicy uczestniczyło w III powstaniu, polegli spośród nich to: Ludwik Szula, Tomasz Szczeciński, Ryszard Śmiatek. Po podziale Górnego Śląska w wyniku niemieckiego terroru wyemigrowało do Polski 56 jemielniczan.

## Zabytki

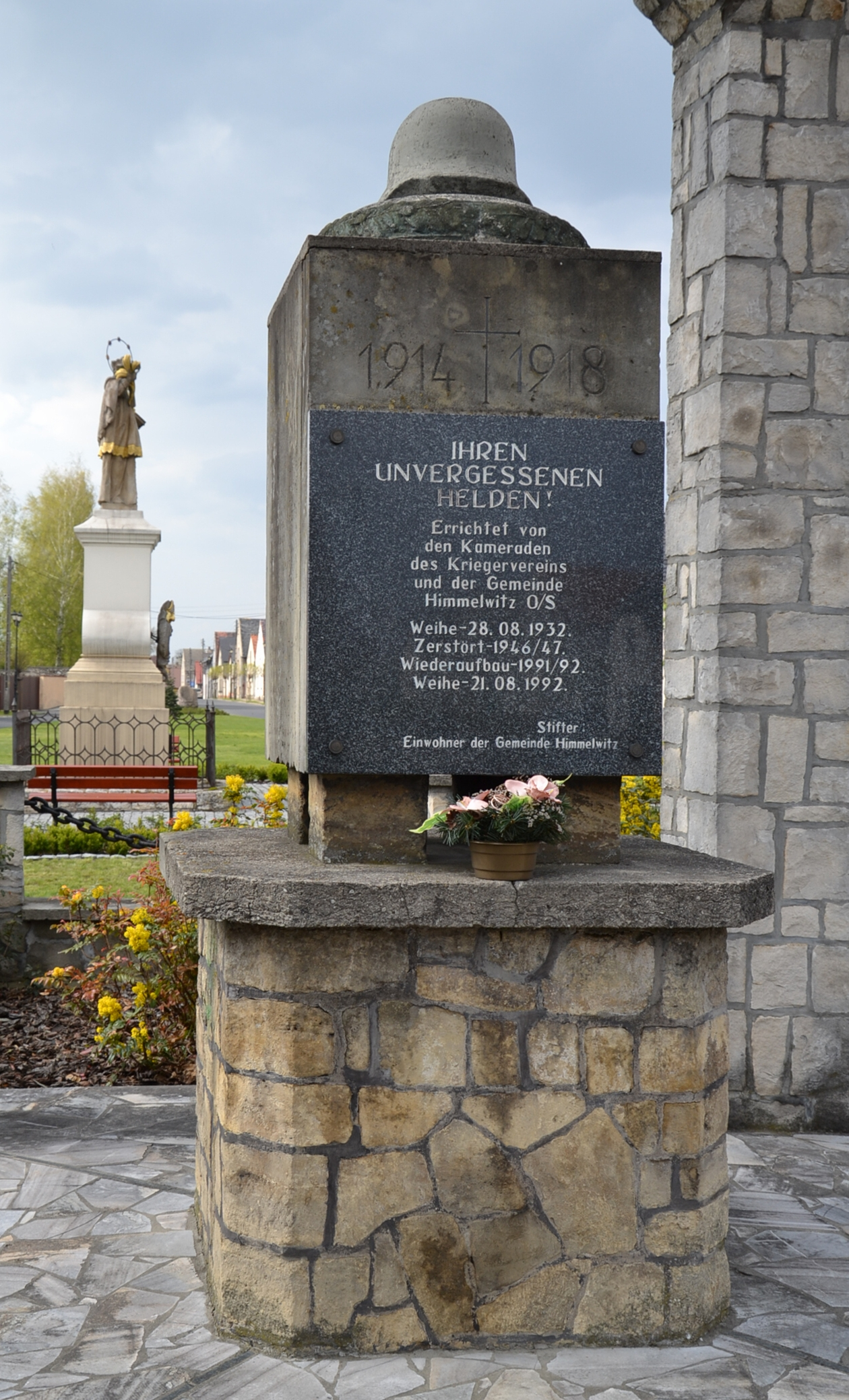
Pomnik mieszkańców poległych w I wojnie światowej

Zabytki według rejestru wojewódzkiego:
- układ przestrzenny wsi
- zespół klasztorny cystersów:
  - kościół pocysterski, obecnie par. pod wezwaniem Wniebowzięcia NMP, z XIII/XIV w., XVIII w., posiada bardzo bogaty wystrój barokowy, z barokowymi freskami, ołtarz główny z 1734 z warsztatu Michaela Kosslera.
  - klasztor, ob. plebania, z 1733 r., XIX w.
  - kaplica w ogrodzeniu, z XVIII w.
  - ogrodzenie z dwiema bramkami, z XVIII w.
  - dom ze spichlerzem, z XVIII/XIX w.
  - młyn, z 1834 r.
  - dwa mostki na rzece, z XVIII w.
- kościół cmentarny pw. Wszystkich Świętych, wzmiankowany od 1285 r., z XIII/XIV w., do 1810 r. kościół parafialny z przyległym cmentarzem, po 1810 r. zaniedbany, w XX w. odnawiany parokrotnie. Zbudowany z bloków wapiennych, później otynkowany. Jednonawowy, sklepienia gotyckie. Wystrój głównie renesansowy (stalle, ambona) i barokowy (stiuki, ołtarze) z elementami gotyckimi. W prezbiterium zachowały się gotyckie freski z trzeciej ćwierci XV wieku, prezentujące jedenaście scen pasyjnych i niewielkie kompozycje ornamentalne lub przedstawiające świętych i Matkę Boską. Odkryte częściowo w 1934, później odsłonięte w okresie 1938–1945. Uzupełnione i odnowione w pierwszej dekadzie XXI wieku
- mogiła powstańców śląskich, na cmentarzu katolickim
- cmentarz parafialny
  - pomnik na zbiorowej mogile żołnierzy Wielkiej Armii, podobno ok. 500 zabitych i zmarłych z ran w latach 1812–1813. Postawiony w 1921 r. w trakcie plebiscytu przez francuskich strzelców alpejskich, zniszczony, odbudowany,
  - pomnik mieszkańców poległych w I wojnie światowej, wybudowany w 1932, zniszczony w 1946/47, odbudowany w 1992.

## Gospodarka
W Jemielnicy siedzibę ma firma Zakład Remontowo-Budowlany Jureczko Roman, zrzeszona w Cechu Rzemieślników i Przedsiębiorców w Prudniku.

## Osoby związane z miejscowością
- Marek Prawy – urodzony w Jemielnicy przywódca buntów chłopskich z końca XVIII w.
- dr Augustin Weltzel – niemiecki duchowny, badacz historii Śląska, poseł do pruskiego Landtagu, autor książki o historii zakonu cystersów w Jemielnicy.
- Jan Baranowicz – polski pisarz, autor utworu Pieśń o Marku Prawym.
- Johannes Nucius – niemiecki kompozytor, opat zakonu cystersów w Jemielnicy.
- Josef Wiessalla – niemiecki pisarz, autor książki Bitwa pod Jemielnicą (niem. Die Schlacht von Himmelwitz).
- Karl Gratza – niemiecki duchowny, poseł do niemieckiego Reichstagu w latach 1875–1876.
- Kornelia Dobkiewiczowa – polska pisarka, autorka książki O Marku Prawym z Jemielnicy.
- prof. Zbigniew Zielonka – polski pisarz, autor książki W Jemielnicy sądny dzień.

## Galeria zdjęć

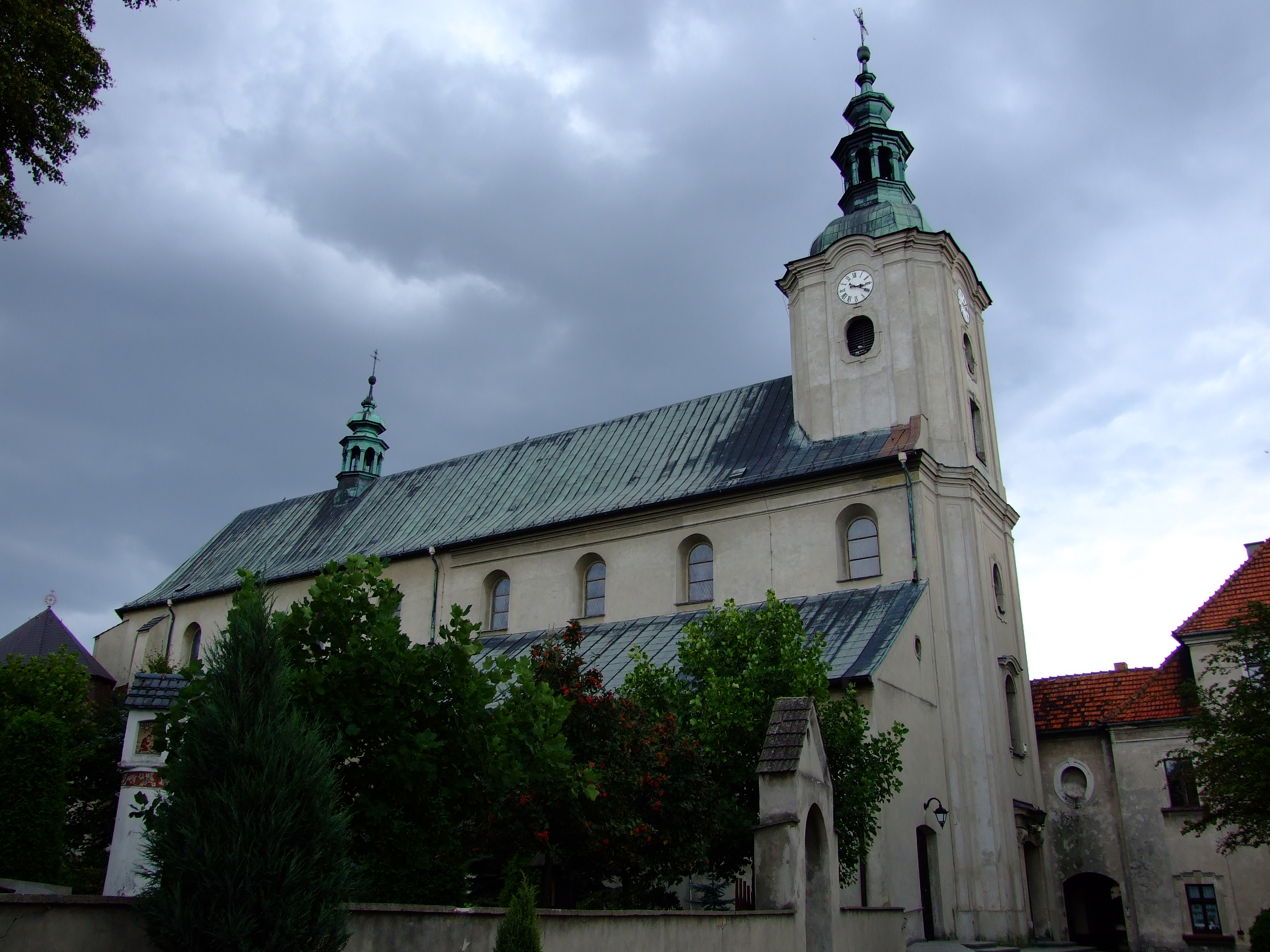
Kościół parafialny
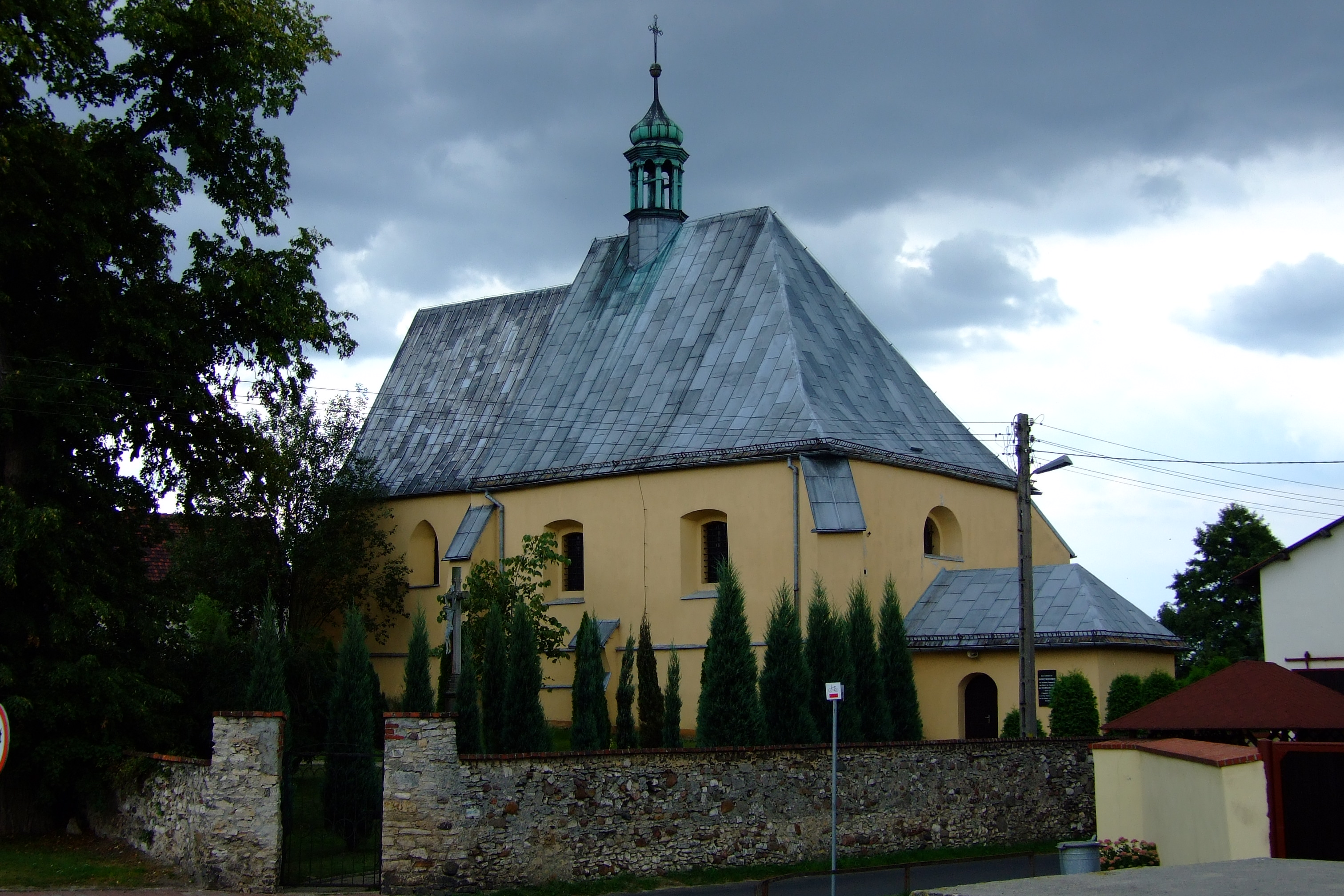
Kościół Wszystkich Świętych
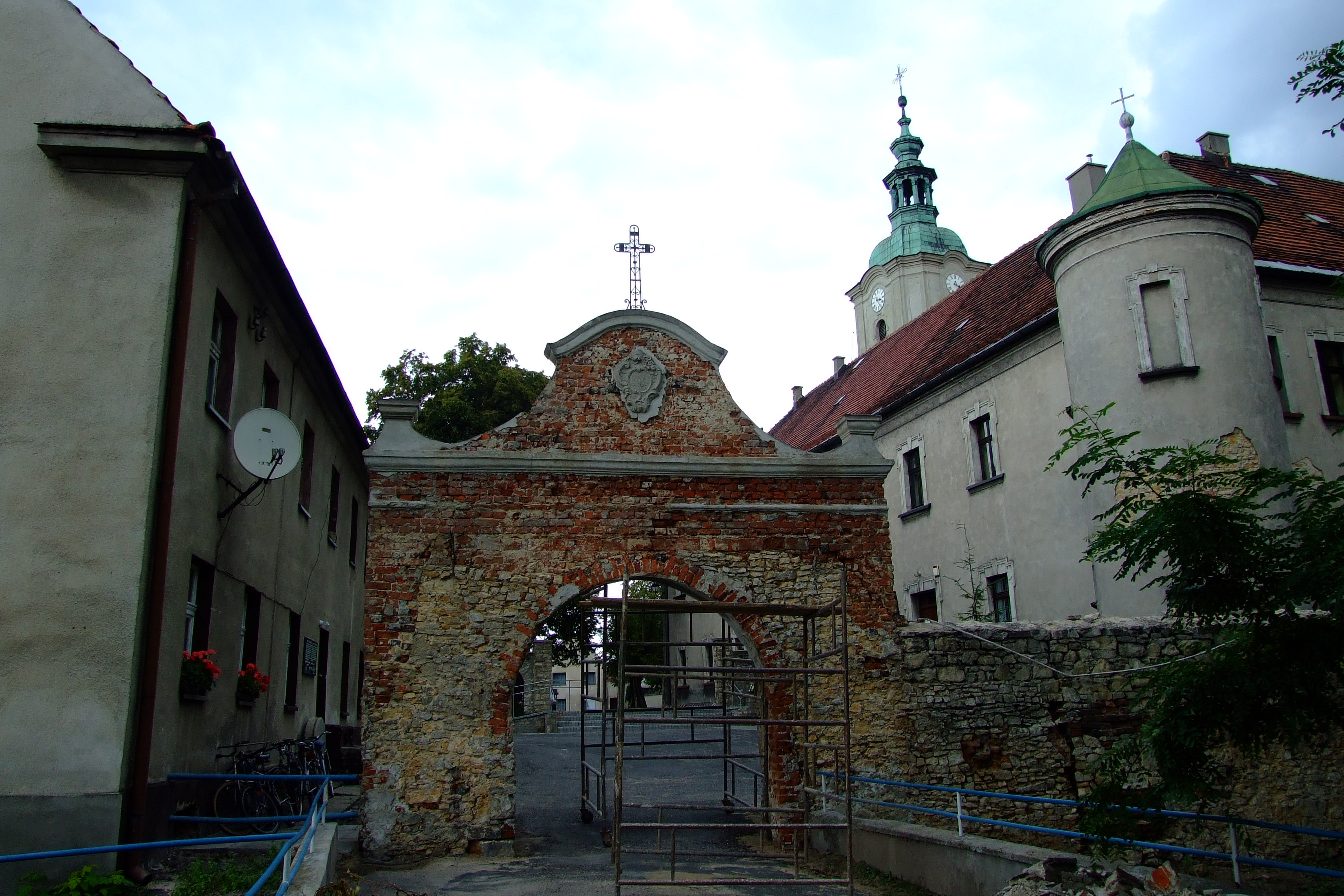
Brama byłego klasztoru Cystersów